# خلیج ابوقیر
خلیج اَبوقیر خلیج گسترده‌ای است در کناره دریای مدیترانه در مصر. این خلیج میان روستای ابوقیر و ریزشگاه نیل به دریا در کنار شهر بندری رشید واقع شده‌است.
خلیج ابوقیر دارای منابع گاز طبیعی است که در دهه ۱۹۷۰ کشف شد.

## پیشینه
نام این خلیج و روستای ابوقیر از نام یکی از قدیسان مسیحی به نام کوروش گرفته شده که در عربی تلفظ آن به صورت قیر یا اباقیر درآمده‌است.
به گفته قَلقَشَندی صید ماهی از دریاچه ابوقیر منبع درآمد قابل توجهی بوده‌است. وی همچنین از گونه‌های پرندگان عجیب و نمکزارهای فراوان آنجا که فراورده آن به اروپا صادر می‌شده‌است، خبر می‌دهد، اما زمین‌های این دریاچه از ۱۸۸۷ م خشکانده شد و به زمین‌های کشاورزی مبدل گردید.
نزدیک بودن ابوقیر به اسکندریه باعث شده‌است که در آن جنگ‌های متعددی روی دهد، ازجمله جنگ میان مسیحیان و مسلمانان را که در ۲۷ شعبان ۷۶۴ق/۱۱ ژوئن ۱۳۶۳م رخ داد می‌توان نام برد.
ازجمله در یکم اوت ۱۷۹۸ دریاسالار بریتانیایی، هوریشیو نلسون، در خلیج ابوقیر درگیر نبردی دریایی معروف به نبرد نیل شد که به آن نبرد خلیج ابوقیر هم گفته می‌شود. در پی این نبرد، ناوگان فرانسوی تار و مار شد و بر اهمیت و اعتبار انگلستان در منطقه مدیترانه افزوده گردید.
از رویدادهای دیگری که سبب شهرت این خلیج گردید، حمله ناپلئون در ۲۵ ژوئیه ۱۷۹۹م (۲۱ صفر ۱۲۱۴ ق) به نیروهای عثمانی و شکست آنهاست.